# Atonatiuh
Ne pas confondre avec Tonatiuh, dieu aztèque du soleil et de la création du cinquième soleil
Atonatiuh « soleil de l'eau » (mot nahuatl composé de "atl" eau et "tonatiuh" soleil), connu aussi comme Nāhui-Ātl « quatre-eau ») est dans la mythologie aztèque le premier soleil de la création de la Terre dans la légende des soleils  de la cosmogonie aztèque, c'est-à-dire la première étape de création du monde par les dieux,. Dans ce monde, associé à la déesse Chalchiuhtlicue, la terre était crevassée et les mers n’étaient que du sable, avec de vastes étendues de roches rouges. La mythologie aztèque attribue la destruction de ce monde à un déluge, les hommes survivants devenant alors des poissons,.